# Aljudovo
Aljudovo (izvirno srbsko Аљудово) je naselje v Srbiji, ki upravno spada pod Občino Malo Crniće; slednja pa je del Braničevskega upravnega okraja.

## Demografija
V naselju, katerega izvirno (srbsko-cirilično) ime je Аљудово, živi 124 polnoletnih prebivalcev, pri čemer je njihova povprečna starost 44,6 let (42,9 pri moških in 46,2 pri ženskah). Naselje ima 48 gospodinjstev, pri čemer je povprečno število članov na gospodinjstvo 3,31.
Prebivalstvo je večinoma nehomogeno, a v času zadnjih treh popisov je opazno zmanjšanje števila prebivalcev.
|  |

| Demografija | Demografija     | Demografija     |
| Leto        | Št. prebivalcev | Št. prebivalcev |
| ----------- | --------------- | --------------- |
|             |                 |                 |
|             |                 |                 |
|             |                 |                 |
|             |                 |                 |
| 1948        | 295             |                 |
| 1953        | 291             |                 |
| 1961        | 291             |                 |
| 1971        | 297             |                 |
| 1981        | 271             |                 |
| 1991        | 257             | 210             |
| 2002        | 228             | 159             |
|             |                 |                 |

| Etnična sestava po popisu iz leta 2002 | Etnična sestava po popisu iz leta 2002 | Etnična sestava po popisu iz leta 2002 | Etnična sestava po popisu iz leta 2002 | Etnična sestava po popisu iz leta 2002 |
| -------------------------------------- | -------------------------------------- | -------------------------------------- | -------------------------------------- | -------------------------------------- |
| Srbi                                   | Srbi                                   |                                        | 9                                      | 5,66%                                  |
| Vlahi                                  | Vlahi                                  |                                        | 3                                      | 1,88%                                  |
| Romuni                                 | Romuni                                 |                                        | 1                                      | 0,62%                                  |
| Neznano                                | Neznano                                |                                        | 4                                      | 2,51%                                  |